# فيليكس رودريغيز (لاعب كرة قدم)
فيليكس رودريغيز (بالإسبانية: Félix Rodríguez)‏ هو لاعب كرة قدم نيكاراغوي، ولد في 27 أبريل 1984 في بلوفيلدز، نيكاراغوا في نيكاراغوا. شارك مع منتخب نيكاراغوا لكرة القدم. أما مع النوادي، فقد لعب مع Real Estelí FC ‏.

## وصلات خارجية
- فيليكس رودريغيز على موقع الاتحاد الدولي (مؤرشف)  (الإنجليزية)
- فيليكس رودريغيز على موقع قاعدة بيانات كرة القدم.إي يو (الإنجليزية)
- فيليكس رودريغيز على موقع ناشيونال فوتبول تيمز (الإنجليزية)
- فيليكس رودريغيز على موقع Soccerway.com (الإنجليزية)